# Wyssokoje (Kaliningrad, Bagrationowsk)
Wyssokoje (russisch Высокое, deutsch Tiefenthal, litauisch Tifentalis) ist ein Ort in der russischen Oblast Kaliningrad und gehört zur Landgemeinde Dolgorukowskoje im Rajon Bagrationowsk.

## Geographische Lage
Wyssokoje liegt 21 Kilometer nordwestlich der Rajons- und ehemaligen Kreisstadt Bagrationowsk (Preußisch Eylau) am Westufer des Flüsschens Stradick (russisch: Kornewka). Etwas abseits gelegen ist der Ort über Medowoje (Tykrigehnen) an einer Nebenstraße zu erreichen, die von Bagrationowsk über Krasnosnamenskoje (Dollstädt) und Slawskoje (Kreuzburg) bis nach Swetloje (Kobbelbude) an der russischen Fernstraße R 516 (ehemalige Reichsautobahn Berlin–Königsberg „Berlinka“) führt.

## Geschichte
Das vor 1946 Tiefenthal genannte Dorf wurde 1874 in den neu geschaffenen Amtsbezirk Sollnicken (heute russisch: Medowoje) eingegliedert und gehörte bis 1945 zum Landkreis Preußisch Eylau im Regierungsbezirk Königsberg der preußischen Provinz Ostpreußen.
Im Jahre 1910 lebten hier 325 Einwohner. Ihre Zahl betrug 1933 noch 311 und 1939 nur noch 257.
In der Folge des Zweiten Weltkrieges kam Tiefenthal innerhalb des nördlichen Ostpreußens zur Sowjetunion und erhielt 1947 die russische Bezeichnung Wyssokoje. Bis zum Jahr 2008 war der Ort in den Dorfsowjet bzw. Dorfbezirk Puschkinski eingegliedert und ist seither – aufgrund einer Struktur- und Verwaltungsreform – eine als „Siedlung“ (russisch: possjolok) eingestufte Ortschaft innerhalb der Landgemeinde Dolgorukowskoje.

## Kirche
Vor 1945 war die Einwohnerschaft Tiefenthals fast ausschließlich evangelischer Konfession. Der Ort war in das Kirchspiel Kreuzburg (heute russisch: Slawskoje) eingepfarrt und gehörte zum Kirchenkreis Preußisch Eylau (Bagrationowsk) innerhalb der Kirchenprovinz Ostpreußen der Kirche der Altpreußischen Union. Letzter deutscher Geistlicher war Pfarrer Arno Stritzel.
Heute liegt Wyssokoje im Einzugsbereich der beiden neu gebildeten evangelischen Gemeinden in Mamonowo (Heiligenbeil) bzw. der Dorfkirchengemeinde in  Gwardeiskoje (Mühlhausen). Beides sind Filialgemeinden der Auferstehungskirche in Kaliningrad (Königsberg), die zur Propstei Kaliningrad der Evangelisch-lutherischen Kirche Europäisches Russland (ELKER) gehört.